# The New World Tour
The New World Tour fue una gira del músico británico Paul McCartney. Supuso la segunda gira mundial del músico tras la separación de su anterior grupo, Wings, a comienzos de la década de 1980, así como su última gira en casi diez años.

## Trasfondo
Paul McCartney organizó una nueva gira mundial para promocionar Off the Ground (1993), su primer disco de estudio en cinco años desde la publicación de Flowers in the Dirt (1989). A pesar de haber publicado tres discos en directo en un espacio de tres años (Tripping the Live Fantastic, Tripping the Live Fantastic: Highlights! y Unplugged), la gira fue documentada en el álbum Paul is Live!, que incluyó material grabado durante los conciertos así como ensayos previos. 
Para la nueva gira, McCartney volvió a formar un grupo que incluyó a Hamish Stuart, Robbie McIntosh, Paul "Wix" Wickens y Blair Cunningham, además de su por entonces esposa Linda McCartney. La gira comenzó el 18 de febrero de 1993 en el Forum di Assago de Milán, Italia, y tras siete etapas en las que la banda pasó por todos los continentes, finalizó el 16 de diciembre del mismo año con un concierto en el Estadio Nacional de Santiago de Chile. En su etapa norteamericana, ofreció un concierto en Charlotte, Carolina del Norte, que fue transmitido en directo por el canal de televisión Fox. 
Hasta la fecha, The New World Tour supuso la tercera y última vez que McCartney visitó Australia. Una etapa australiana de la gira Driving World Tour en 2002 fue cancelada tras los atentados de Bali de 2002. El mismo año publicó el DVD Paul is Live in Concert on the New World Tour con documentos gráficos de la gira.

## Banda
- Paul McCartney: voz, piano, teclados, bajo, guitarras y batería en Ain't No Sunshine.
- Linda McCartney: teclados y coros.
- Hamish Stuart: guitarra, bajo y coros.
- Robbie McIntosh: guitarras y coros.
- Paul "Wix" Wickens: acordeón, guitarra acústica, teclados y coros.
- Blair Cunningham: batería

## Fechas
| Fecha                    | Ciudad           | País           | Escenario                         |
| ------------------------ | ---------------- | -------------- | --------------------------------- |
| Europa                   |                  |                |                                   |
| 18 de febrero de 1993    | Milán            | Italia         | Mediolanum Forum                  |
| 19 de febrero de 1993    | Milán            | Italia         | Mediolanum Forum                  |
| 22 de febrero de 1993    | Frankfurt        | Alemania       | Festhalle                         |
| 23 de febrero de 1993    | Frankfurt        | Alemania       | Festhalle                         |
| Oceanía                  |                  |                |                                   |
| 5 de marzo de 1993       | Perth            | Australia      | Subiaco Oval                      |
| 9 de marzo de 1993       | Melbourne        | Australia      | Melbourne Cricket Ground          |
| 10 de marzo de 1993      | Melbourne        | Australia      | Melbourne Cricket Ground          |
| 13 de marzo de 1993      | Adelaida         | Australia      | Adelaide Oval                     |
| 16 de marzo de 1993      | Sídney           | Australia      | Sídney Entertainment Centre       |
| 17 de marzo de 1993      | Sídney           | Australia      | Sídney Entertainment Centre       |
| 20 de marzo de 1993      | Sídney           | Australia      | Sídney Entertainment Centre       |
| 22 de marzo de 1993      | Parramatta       | Australia      | Parramatta Stadium                |
| 23 de marzo de 1993      | Parramatta       | Australia      | Parramatta Stadium                |
| 27 de marzo de 1993      | Auckland         | Nueva Zelanda  | Western Springs Stadium           |
| Norteamérica             |                  |                |                                   |
| 14 de abril de 1993      | Whitney          | Estados Unidos | Sam Boyd Silver Bowl              |
| 17 de abril de 1993      | Anaheim          | Estados Unidos | Anaheim Stadium                   |
| 20 de abril de 1993      | Las Cruces       | Estados Unidos | Aggie Memorial Stadium            |
| 22 de abril de 1993      | Houston          | Estados Unidos | Astrodome                         |
| 24 de abril de 1993      | New Orleans      | Estados Unidos | Louisiana Superdome               |
| 27 de abril de 1993      | Memphis          | Estados Unidos | Liberty Bowl Memorial Stadium     |
| 29 de abril de 1993      | St. Louis        | Estados Unidos | Busch Stadium                     |
| 1 de mayo de 1993        | Atlanta          | Estados Unidos | Georgia Dome                      |
| 5 de mayo de 1993        | Cincinnati       | Estados Unidos | Riverfront Stadium                |
| 7 de mayo de 1993        | Columbia         | Estados Unidos | Williams-Brice Stadium            |
| 9 de mayo de 1993        | Orlando          | Estados Unidos | Citrus Bowl                       |
| 21 de mayo de 1993       | Winnipeg         | Canadá         | Winnipeg Stadium                  |
| 23 de mayo de 1993       | Minneapolis      | Estados Unidos | Hubert H. Humphrey Metrodome      |
| 26 de mayo de 1993       | Boulder          | Estados Unidos | Folsom Field                      |
| 29 de mayo de 1993       | San Antonio      | Estados Unidos | Alamodome                         |
| 31 de mayo de 1993       | Kansas City      | Estados Unidos | Arrowhead Stadium                 |
| 2 de junio de 1993       | Milwaukee        | Estados Unidos | Milwaukee County Stadium          |
| 4 de junio de 1993       | Pontiac          | Estados Unidos | Pontiac Silverdome                |
| 6 de junio de 1993       | Toronto          | Canadá         | Exhibition Stadium                |
| 11 de junio de 1993      | East Rutherford  | Estados Unidos | Giants Stadium                    |
| 13 de junio de 1993      | Philadelphia     | Estados Unidos | Veterans Stadium                  |
| 15 de junio de 1993      | Charlotte        | Estados Unidos | Blockbuster Pavilion              |
| Europa                   |                  |                |                                   |
| 3 de septiembre de 1993  | Berlín           | Alemania       | Waldbühne                         |
| 5 de septiembre de 1993  | Viena            | Austria        | Wiener Stadthalle                 |
| 6 de septiembre de 1993  | Viena            | Austria        | Wiener Stadthalle                 |
| 9 de septiembre de 1993  | Múnich           | Alemania       | Olympiahalle                      |
| 11 de septiembre de 1993 | Londres          | Reino Unido    | Earls Court                       |
| 14 de septiembre de 1993 | Londres          | Reino Unido    | Earls Court                       |
| 15 de septiembre de 1993 | Londres          | Reino Unido    | Earls Court                       |
| 18 de septiembre de 1993 | Dortmund         | Alemania       | Westfalenhalle                    |
| 19 de septiembre de 1993 | Dortmund         | Alemania       | Westfalenhalle                    |
| 21 de septiembre de 1993 | Dortmund         | Alemania       | Westfalenhalle                    |
| 23 de septiembre de 1993 | Stuttgart        | Alemania       | Hanns-Martin Schleyerhalle        |
| 25 de septiembre de 1993 | Gothenburg       | Suecia         | Scandinavium                      |
| 27 de septiembre de 1993 | Oslo             | Noruega        | Oslo Spektrum                     |
| 28 de septiembre de 1993 | Oslo             | Noruega        | Oslo Spektrum                     |
| 1 de octubre de 1993     | Estocolmo        | Suecia         | The Globe                         |
| 3 de octubre de 1993     | Mannheim         | Alemania       | Maimarkthalle                     |
| 5 de octubre de 1993     | Stuttgart        | Alemania       | Hanns-Martin Schleyerhalle        |
| 6 de octubre de 1993     | Frankfurt        | Alemania       | Festhalle                         |
| 9 de octubre de 1993     | Róterdam         | Países Bajos   | Ahoy Sportpaleis                  |
| 10 de octubre de 1993    | Róterdam         | Países Bajos   | Ahoy Sportpaleis                  |
| 13 de octubre de 1993    | París            | Francia        | Palais Onmisports de Bercy        |
| 14 de octubre de 1993    | París            | Francia        | Palais Onmisports de Bercy        |
| 17 de octubre de 1993    | Ghent            | Bélgica        | Flanders Expo                     |
| 20 de octubre de 1993    | Toulon           | Francia        | The Zenith                        |
| 22 de octubre de 1993    | Florencia        | Italia         | Palasport                         |
| 23 de octubre de 1993    | Florencia        | Italia         | Palasport                         |
| 26 de octubre de 1993    | Barcelona        | España         | Palau Sant Jordi                  |
| 27 de octubre de 1993    | Barcelona        | España         | Palau Sant Jordi                  |
| Asia                     |                  |                |                                   |
| 12 de noviembre de 1993  | Tokio            | Japón          | Tokyo Dome                        |
| 14 de noviembre de 1993  | Tokio            | Japón          | Tokyo Dome                        |
| 15 de noviembre de 1993  | Tokio            | Japón          | Tokyo Dome                        |
| 18 de noviembre de 1993  | Fukuoka          | Japón          | Fukuoka Dome                      |
| 19 de noviembre de 1993  | Fukuoka          | Japón          | Fukuoka Dome                      |
| Norteamérica             |                  |                |                                   |
| 25 de noviembre de 1993  | Ciudad de México | México         | Foro Autódromo Hermanos Rodríguez |
| 27 de noviembre de 1993  | Ciudad de México | México         | Foro Autódromo Hermanos Rodríguez |
| América del Sur          |                  |                |                                   |
| 3 de diciembre de 1993   | São Paulo        | Brasil         | Estádio do Pacaembu               |
| 5 de diciembre de 1993   | Curitiba         | Brasil         | Pedreira Paulo Leminski           |
| 10 de diciembre de 1993  | Buenos Aires     | Argentina      | Estadio River Plate               |
| 11 de diciembre de 1993  | Buenos Aires     | Argentina      | Estadio River Plate               |
| 12 de diciembre de 1993  | Buenos Aires     | Argentina      | Estadio River Plate               |
| 16 de diciembre de 1993  | Santiago         | Chile          | Estadio Nacional                  |